# David Andrew Sitek
David Andrew Sitek est un guitariste né en 1972, programmeur, producteur et multi-instrumentiste basé à New York, États-Unis. Il est membre du groupe  TV on the Radio, de Brooklyn, dont il a produit les quatre albums, Desperate Youth, Blood Thirsty Babes, Return to Cookie Mountain et Dear Science. Il a également travaillé avec des groupes comme Liars, Yeah Yeah Yeahs, Celebration et David Bowie pour l'album de Scarlett Johansson intitulé Anywhere I Lay My Head qui est un album de reprises du musicien Tom Waits.
En 2010 il lance le groupe Maximum Balloon en parallèle de TV on the Radio avec Todd Simon, Stuart Bogie, Nate Morton et Ikey Owens.  
En janvier 2011, il rejoint le groupe Jane's Addiction en qualité de bassiste.